# Parafia św. Katarzyny w Łęgu
Parafia pw. św Katarzyny Aleksandryjskiej w Łęgu Probostwo – Rzymskokatolicka parafia należąca do dekanatu bielskiego, diecezji płockiej, metropolii warszawskiej. Erygowana w roku 1309.